# Sybroopsis discedens
Sybroopsis discedens là một loài bọ cánh cứng trong họ Cerambycidae.